# Національна бібліотека Уругваю

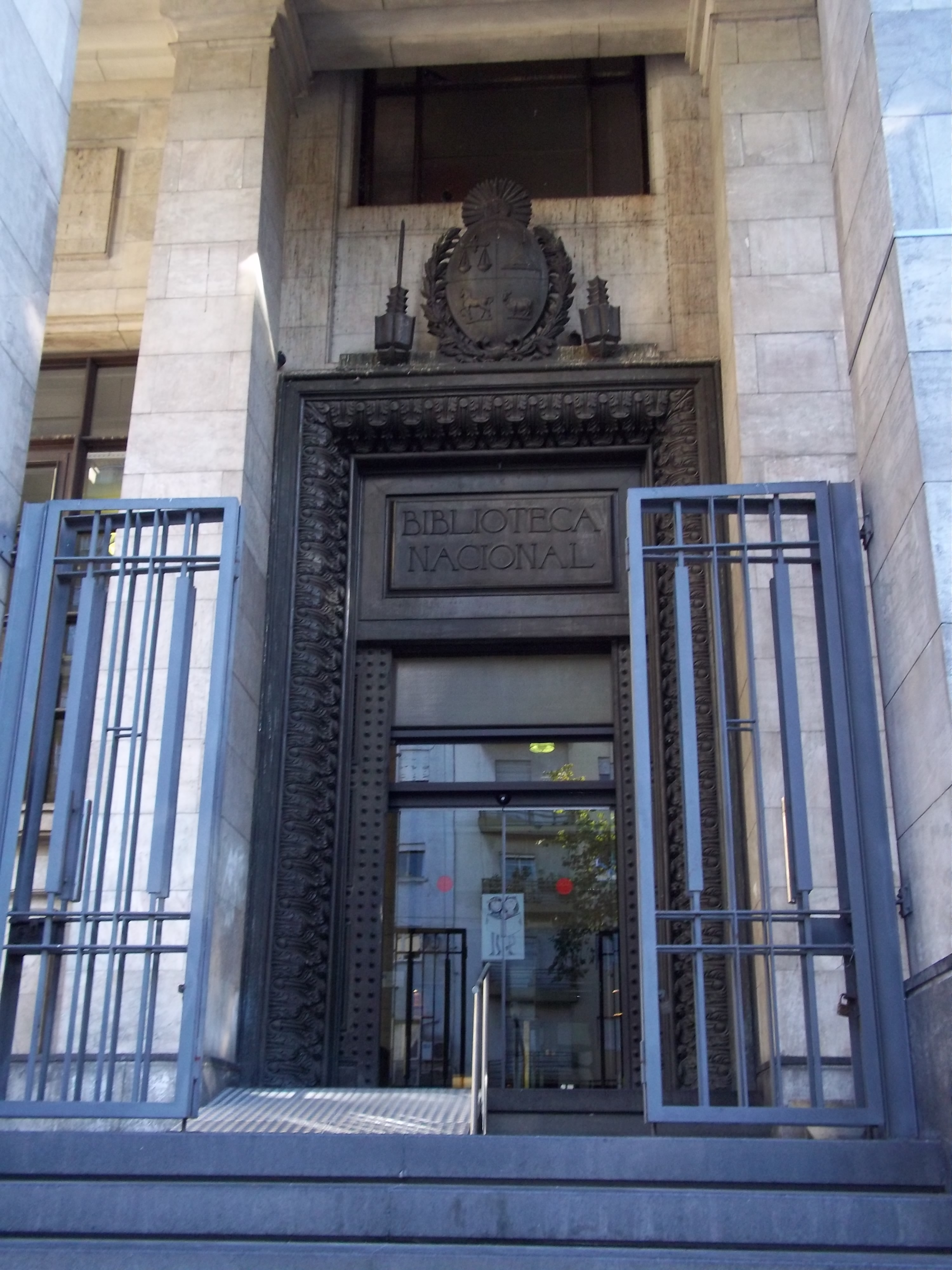
Головні двері бібліотеки з гербом Уругваю

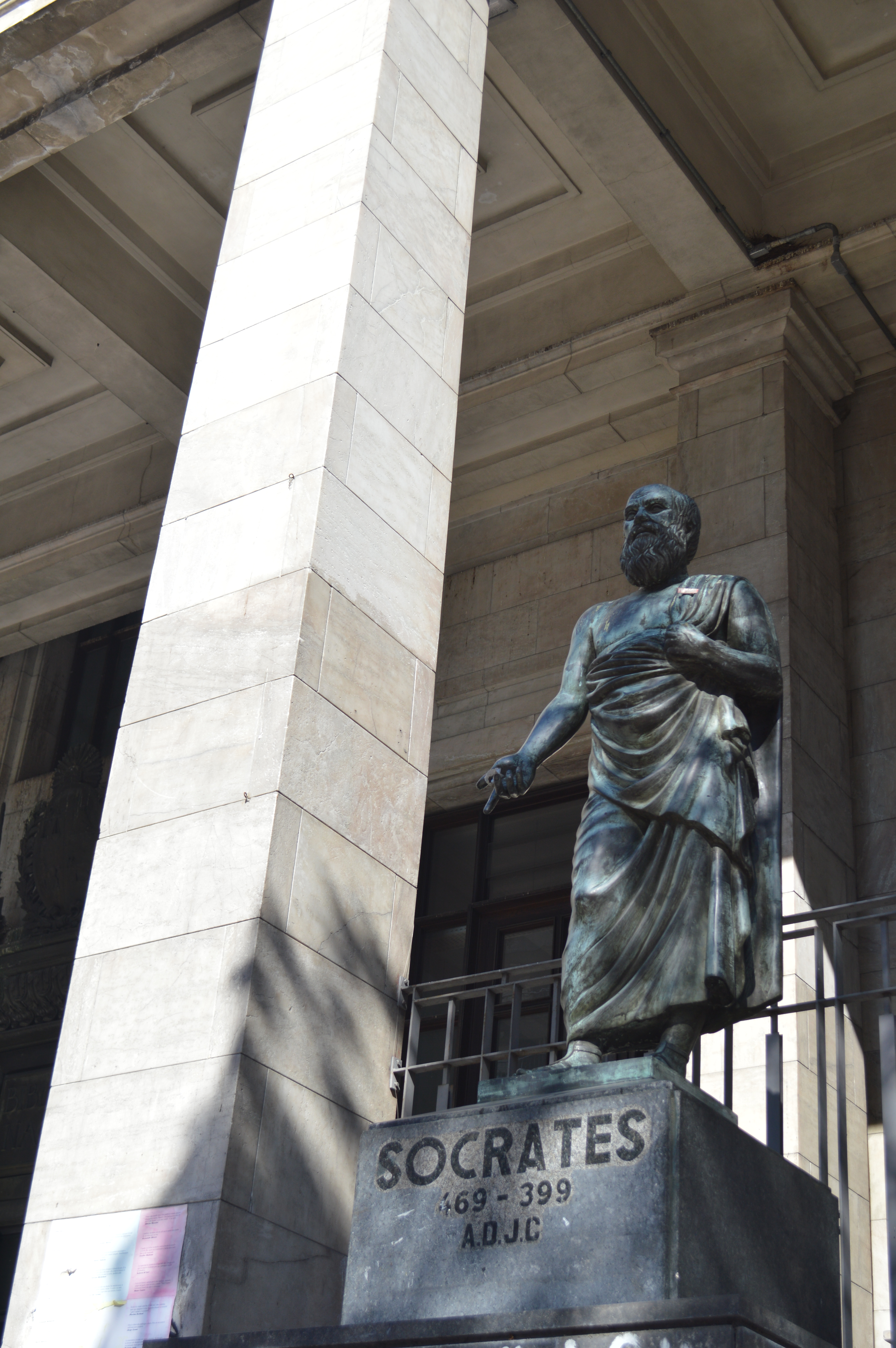
Пам'ятник Сократу в Національній бібліотеці Уругваю

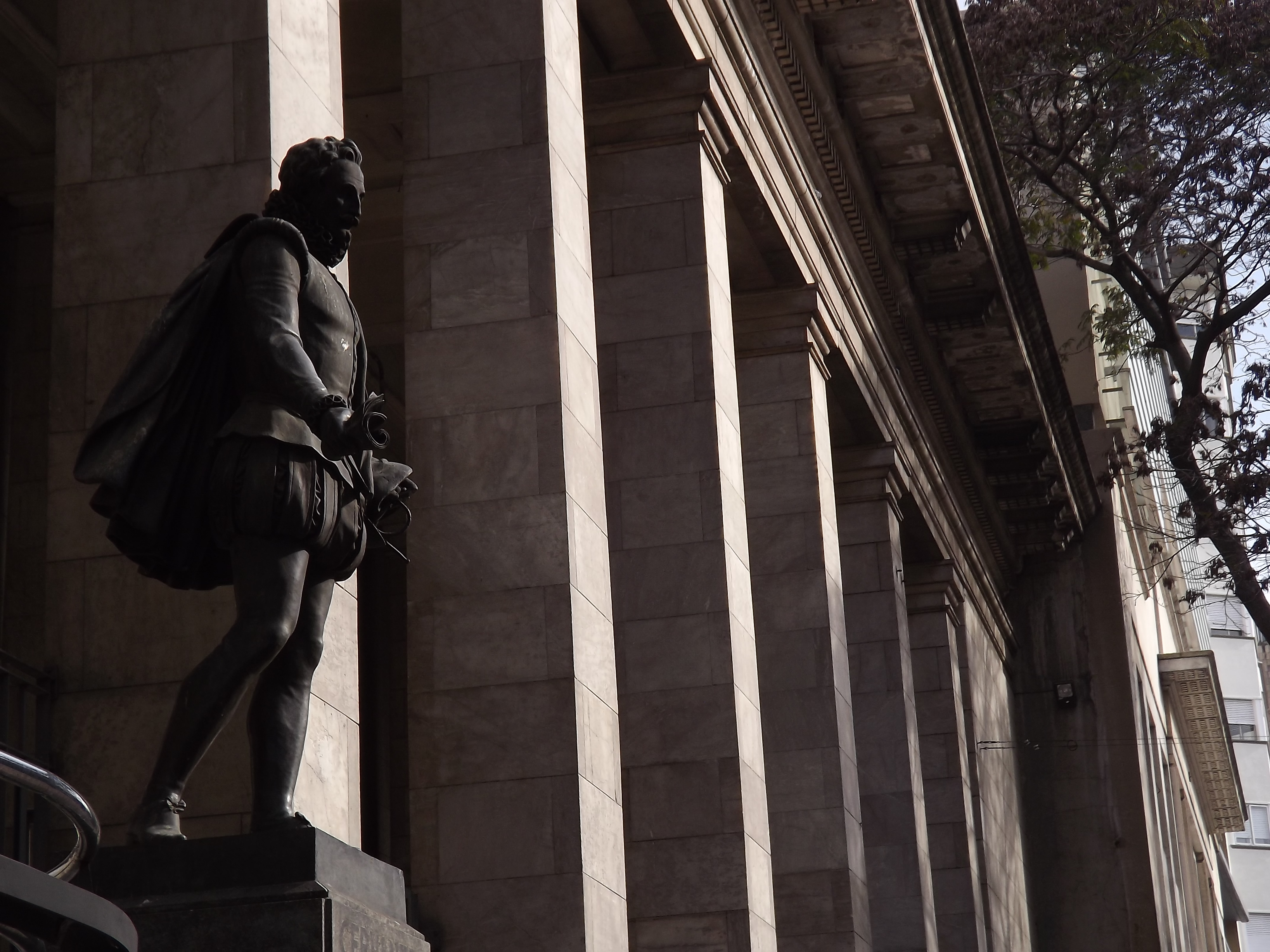
Пам'ятник Мігелю де Сервантесу в Національній бібліотеці Уругваю

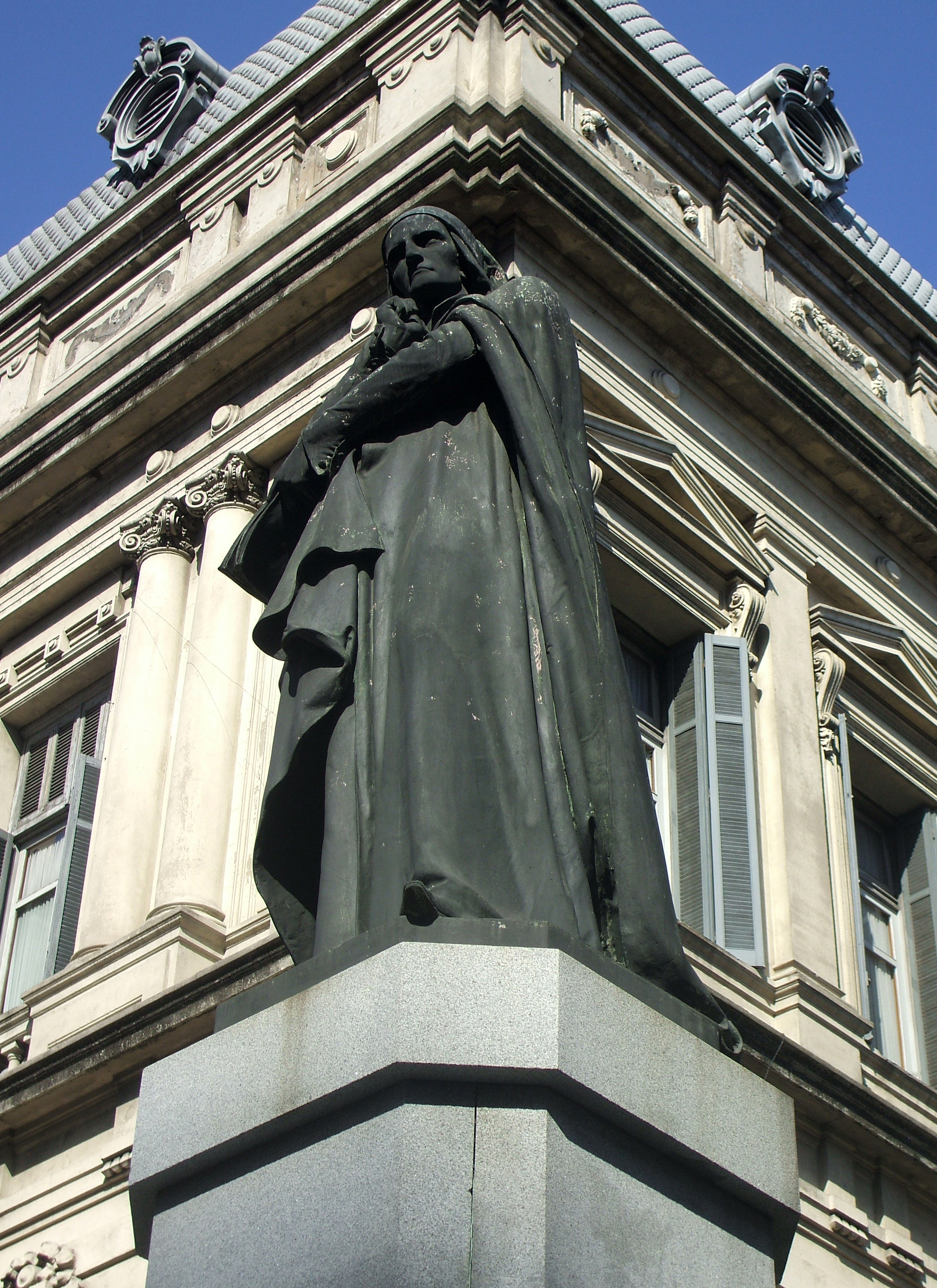
Пам'ятник Данте Аліг'єрі між Національною бібліотекою та Республіканським університетом

Національна бібліотека Уругваю є найбільшою і найстарішою публічною бібліотекою в країні. Підпорядковується Міністерству освіти і культури Уругваю, та призначена для збереження і розповсюдження бібліографічної та документальної спадщини країни. Бібліотека виконує функції загальнодержавного комплексного бібліотечно-інформаційного, науково-дослідного, та культурно-просвітницького центру.

## Історія
4 серпня 1815 року Дамасо Антоніо Ларраньяга запропонував створити публічну бібліотеку у Монтевідео, цю ініціативу підтримав Хосе Хервасіо Артігас, один з керівників визвольного руху проти іспанців.
26 травня 1816 року у фортеці Монтевідео, на теперішній площі Zabala, був зібраний практично весь існуючий в столиці бібліографічний матеріал, який завдяки пожертвам складав 5000 томів, та проведено урочисте відкриття першої публічної бібліотеки Уругваю.
Через чотири дні після відкриття, на фоні суспільної події, Артігас наказав, щоб лозунгом його армії було: «Нехай східні люди будуть настільки просвітленими, як і сміливими».
Під час португальсько-бразильського вторгнення (1817 —1828) колекція зменшилась приблизно до двох тисяч томів.
У 1926 році було придбано ділянку задля спорудження нової будівлі бібліотеки, яку спроектував архітектор Luis Crespi, в неокласичному стилі, площею приблизно 4000 м². Офіційне відкриття споруди відбулося у 1965 році.

## Колекція
Зібрання бібліотеки включає перші національні видання, унікальні копії, інкунабули, рукописи, карти, фотографії, партитури, акварелі та гравюри.
Серед них, особливо виділяються Інавгураційна молитва Ларраньяга 1816 року, збірники історичних документів, що відповідають цим рокам, а також документальний архів Хосе Енріке Родо, рукописи
Хуана Карлоса Онетті та колекції Хуліо Ерера-і-Рейсиґа, Едуардо Асеведо Діаса, Орасіо Кіроги, Флоренсіо Санчеса, Франсіско Акунья де Фігероа, Хав'єра де Віани, Дельміри Агустіні, Хуана Соріля де Сан Мартіна, Хуани де Ібарбуру та ін.
Національній бібліотеці належить значна частина оцифрованого архіву, з яким можна ознайомитись на платформі Colecciones Digitales.

## Структура

### Читальні зали
- Центральна читальна зала «Генерал Хосе Хервасіо Артігас»: у ній читачі мають доступ до національних та іноземних книг, брошур, публікацій вітчизняних та закордонних періодичних видань.
- Щоденна читальна зала: у цій залі користувачі мають можливість ознайомитися з національною та іноземною пресою, поточною та архівною. Для того, щоб забезпечити збереження цього цінного та часто унікального матеріалу, доступ обмежено відповідно до встановлених норм.
- Дитяча зала: кімната у форматі ігрового та творчого простору, який має заохотити прагнення до читання.

### Спеціальні зали
- Зала Уругваю: зберігає всі книги та брошури, надруковані в країні, незалежно від авторства, а також праці національних авторів, опубліковані за кордоном, та твори про Уругвай, опубліковані за межами країни.

З метою збереження цієї важливої бібліографічної спадщини у 1978 році їй було виділено самостійну територію, що включає зручний читальний зал, у якому надаватимуть кращі послуги науковцям та національним та закордонним дослідникам. Зала має каталог, який хронологічно фіксує за роком видання, всі книги та брошури, що надходять у бібліотеку.
- Зала спеціальних матеріалів: у ній зберігаються найцінніші матеріали бібліотеки, рідкісні та унікальні копії. Бібліотечна колекція включає матеріали з історії, мистецтва, історії мандрівників тощо. У цій кімнаті зберігаються перші американські видання 16 ст., та історичні рукописи. Є також унікальні копії національних та закордонних брошур; перших газет у країні, таких як La Estrella del Sur (1807).

Окрім бібліографічного матеріалу, у цьому секторі є колекція аудіовізуального матеріалу: малюнки, акварелі, фотографії, листівки, музичні партитури, медалі, монети та інш. Через свою величезну цінність та унікальність доступ до матеріалів обмежено, навіть для дослідників та науковців.

### Виставкові зали
- «Francisco Acuña de Figueroa»: приміщення для конференцій та заходів.
- «José Pedro Varela»: кімната використовується для виставок чи заходів.
- «Maestro Julio Castro»: використовується для презентацій книг, переговорів та конференцій.
- «Anhelo Hernández Ríos»: у приміщенні знаходиться постійна експозиція уругвайського художника Anhelo Hernández Ríos.
- «Living Japan»: У цій кімнаті розміщено комп’ютерний центр Національної бібліотеки, у якому ви можете знайти сканер для малюнків та інших зображень розміром до А3 та необхідне обладнання для запису CD та DVD.

## Доступ користувачів
- Читач: звичайний читач має доступ лише до зали «Генерал Хосе Хервасіо Артігас», на відміну від дослідника, який має доступ до всього бібліотечного матеріалу, пред'являючи сертифікат або документацію.
- Дослідник: цей статус мають вітчизняні та зарубіжні науковці у пошуках необхідної інформації, здійснюючи його через послуги, які бібліотека пропонує у різних кімнатах. Заклад також надає їм для більшого комфорту в роботі незалежне місце, де можна робити копії або записи з використанням комп'ютерних технологій.

## Депонування
Положення про депонування має на меті вимогу надсилати Національній бібліотеці обов'язковий примірник всіх тиражованих документів, що видаються в Уругваї. Раніше Положення не дотримувались і як наслідок, не все, що було опубліковано, надійшло до Національної бібліотеки. Частина цього матеріалу була включена пізніше.